# Caouënnec-Lanvézéac
Caouënnec-Lanvézéac (tiếng Breton: Kaouenneg-Lanvezeeg) là một xã của tỉnh Côtes-d'Armor, thuộc vùng Bretagne, tây bắc Pháp.